# Lions Bay
Lions Bay – niewielka miejscowość w Kanadzie, w prowincji Kolumbia Brytyjska, wchodząca w skład Dystryktu Regionalnego Greater Vancouver, usytuowana nad cieśniną Howe Bay, przy trasie Highway 99. Lions Bay liczy ok. 1,3 tys. mieszkańców.